# Dieter Thoma
Dieter Thoma, född 19 oktober 1969 i Hinterzarten i Schwarzwaldär en tysk tidigare backhoppare som tävlade för SC Hinterzarten.

## Karriär
Thoma var aktiv i världscupen mellan åren 1986 till 1999 och vann totalt 12 världscupstävlingar. Han debuterade i världscupen, och samtidigt Tysk-österrikiska backhopparveckan 30 december 1985. I första säsongen i världscupen blev han nummer 58 sammanlagt. Säsongen 1987/1988 blev han nummer 15 totalt. Året efter vann han två deltävlingar i världscupen. Hans första världscupseger kom i normalbacken i Thunder Bay i Kanada och i Oberstdorf, i första deltävlingen i backhopparveckan, fick han sin andra världscupseger. Totalt blev han nummer 3 i världscupen efter Jan Boklöv från Sverige som vann överlägste och tvåan Jens Weissflog från Östtyskland. Dieter Thoma tävlade 13 säsonger i världscupen. Han vann 12 deltävlingar i världscupen, den sista i Lillehammer 29 november 1997. Hans bästa säsong i världscupen var säsongen 1996/1997 då han blev tvåa sammanlagt. 
Thoma tävlade i Tysk-österrikiska backhopparveckan första gången 30 december 1985. Hans första delseger kom i Oberstdorf 30 december 1988. Dieter Thoma vann backhopparveckan totalt säsongen 1989/1990. Han har tillsammans fyra delsegrar i backhopparveckan, den sista i Bischofshofen 6 januari 1997.
En höjdpunkt i Dieter Thomas karriär var OS-guldet i lag 1994 i Lillehammer. Thoma deltog i OS-1992 i Albertville utan de stora framgångarna (nummer 27 i normalbacken, nummer 39 i stora backen och nummer 5 i lagtävlingen). OS 1994 började inte så bra för Thoma. Han blev nummer 15 i stora backen. Men i lagtävlingen vann tyska laget, (Hansjörg Jäkle, Christof Duffner, Dieter Thoma och Jens Weissflog) guld. Japan låg i klar ledning före sista hoppet, men Masahiko Harada misslyckades totalt och blev slagna av tyskarna med 13,2 poäng. Den sista grenen i OS var normalbacken. Thoma vann en bronsmedalj efter norrmännen Espen Bredesen och Lasse Ottesen.
Dieter Thoma deltog även under OS 1998 i Nagano. Här blev han nummer 12 i stora backen och nummer 13 i normalbacken. I lagtävlingen fick japanerna revansch och vann tävlingen 35,6 poäng före tyska laget (Sven Hannawald, Martin Schmitt, Hansjörg Jäkle och Dieter Thoma).
Thoma deltog i sitt första Skid-VM 1987 i Oberstdorf. Han blev nummer 49 i normalbacke, nummer 20 i stora backen och nummer 6 i lagtävlingen. Något bättre gick det i Skid-VM 1989 i Lahtis. Han blev nummer 14 i normalbacken och nummer 28 i stora backen. I VM 1991 i Val di Fiemme vann han en bronsmedalj tillsammans med lagkamraterna i laghoppningen, 18,2 poäng efter Österrike och 13,4 poäng efter Finland. I de individuella tävlingarna blev han nummer 35 i normalbacken och 21 i stora backen.
I VM 1993 i Falun startade Dieter Thoma bara i stora backen. Han blev nummer 53. Han tävlade i alla grenarna i VM 1995 i Thunder Bay. Här lyckades han vinna en silvermedalj tillsammans med Jens Weissflog, Gerd Siegmund och Hansjörg Jäkle i lagtävlingen, bara 6,5 poäng efter segrande Finland. I normalbacken blev han nummer 12 och i stora backen nummer 33. 
Under VM 1997 i Trondheim vann tyska laget ytterligare en medalj, brons, i lagtävlingen. Finland vann klart före Japan. I stora backen blev Thoma silvermedaljör 7,2 poäng efter Masahiko Harada. I normalbacken blev han nummer 22. Thoma vann VM-guld 1999 i Ramsau. Sven Hannawald, Christof Duffner, Dieter Thoma och Martin Schmitt vann VM-guldet i lagtävlingen bara 1,9 poäng före Japan. Thoma blev nummer 8 i stora backen och 16 i normalbacken.
Dieter Thoma har startad i två Världsmästerskap i skidflygning. Han blev världsmästare i sin första VM-tävling i skidflygning. Han vann guldmedaljen i Vikersundbacken 1990 före Matti Nykänen från Finland och Jens Weissflog. Han deltog också i skidflygnings-VM 1998 i Oberstdorf och lyckades vinna en bronsmedalj efter japanen Kazuyoshi Funaki och Sven Hannawald.
Thoma har från 1986 till 1998 vunnit 10 tyska mästerskap. Han har också vunnit 6 silvermedaljer och en bronsmedalj i tyska mästerskap. Hans bästa placering i Sommar-Grand-Prix kom 1997 då han blev nummer 16 sammanlagt.
Dieter Thoma avslutade sin backhoppningskarriär 1999.

## Senare karriär
Efter avslutad idrottskarriär verkade Thoma som expertkommentator i RTL, en tysk kommersiell TV-kanal som började sända 1984. Dieter Thoma började senare som kommentator i ARD (förkortning för Arbeitsgemeinschaft der öffentlich-rechtlichen Rundfunkanstalten der Bundesrepublik Deutschland), en samarbetsorganisation mellan de offentliga regionala rundradiostationerna i Tyskland. Thoma har tilldelats bland annat Bayerischer Fernsehpreis 2002. Han har också mottagit TV-priserna Goldene Victoria, Blauer Panther och Silberne Lorbeerblatt.

## Övrigt
Dieter Thomas farbror, Georg Thoma är en tidigare utövare i nordisk kombination som blev olympisk mästare 1960 i Squaw Valley och världsmästare 1966 i Holmenkollen i Oslo.